# Стшемечне-Вйосни
Стшемечне-Вйосни (пол. Strzemieczne-Wiosny) — село в Польщі, у гміні Млинаже Маковського повіту Мазовецького воєводства. Населення — 51 особа (2011).
У 1975—1998 роках село належало до Остроленцького воєводства.

## Демографія
Демографічна структура станом на 31 березня 2011 року:
|          | Загалом | Допрацездатний вік | Працездатний вік | Постпрацездатний вік |
| -------- | ------- | ------------------ | ---------------- | -------------------- |
| Чоловіки | 30      | 10                 | 17               | 3                    |
| Жінки    | 21      | 3                  | 13               | 5                    |
| Разом    | 51      | 13                 | 30               | 8                    |